# Protracheoniscus tzvetkovi
Protracheoniscus tzvetkovi là một loài chân đều trong họ Trachelipodidae. Loài này được Borutzkii miêu tả khoa học năm 1975.